# Furnes
Furnes (en néerlandais : Veurne) est une ville néerlandophone de Belgique située en Région flamande dans la province de Flandre-Occidentale.

## Histoire

### Des origines auXVesiècle
Le premier document attestant de l'existence de Furnes est romain et nomme l'endroit Furna. Le même nom est utilisé une seconde fois en 877 pour une possession de l'abbaye Saint-Bertin à Saint-Omer. Au IXe siècle, Furnes est une bourgade fortifiée à la suite des raids des Normands. En 1060, elle est  placée à la tête d'une châtellenie ou vicomté appelée en flamand Veurne-Ambacht, comptant jusqu'à 42 paroisses, jurant allégeance au comte de Flandre. Furnes reçoit une charte communale au XIIe siècle. Durant ce siècle, le commerce entre les Flandres et l'Angleterre s'intensifia et Furnes s'affilie avec d'autres villes flamandes à la Ligue hanséatique flamande de Londres. En 1206, la ville est ravagée lors du conflit entre les factions rivales des  Blavoetins et des Ingrekins. L'économie de la cité décline après un arrêt des relations anglo-flamandes en 1270. Le 20 août 1297, Furnes est le théâtre d'une bataille dans la lutte incessante entre les villes flamandes et le roi de France. Les églises principales de la ville, Sainte-Walburge et Saint-Nicolas, datent de cette époque.

### DuXVesiècleà la Révolution française

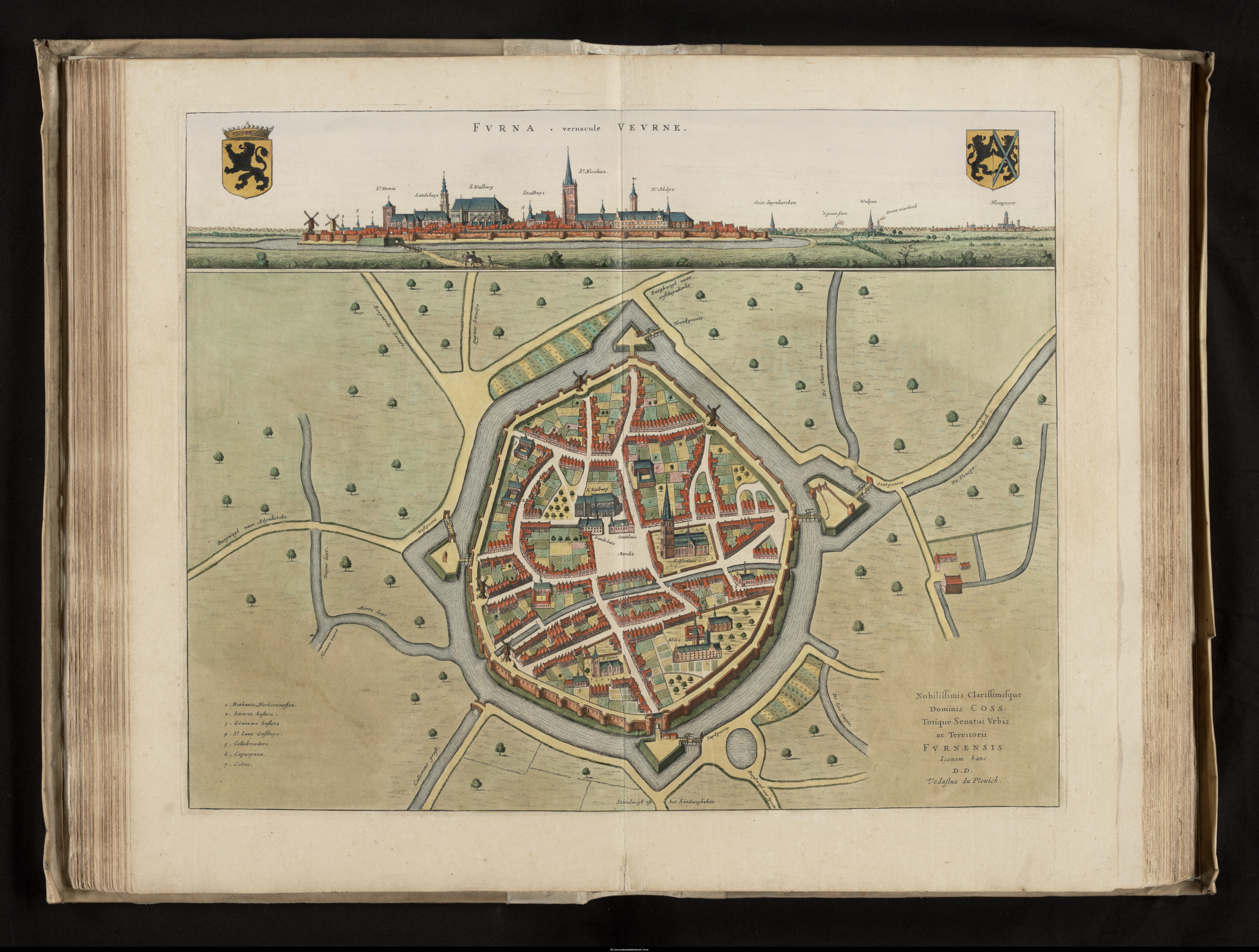
Furnes en 1641

On construit au XVe siècle un nouvel hôtel de ville, qui est aujourd'hui connu comme le pavillon des officiers espagnols par son utilisation au XVIIe siècle comme quartiers généraux militaires. La plupart des bâtiments de la ville datent du règne prospère des archiducs Albert et Isabelle autour des années 1600[pas clair]. La procession des Pénitents est organisée pour la première fois en 1637 par des religieux norbertins. La seconde moitié de ce siècle est marquée par les malheurs apportés dans la région par les guerres de Louis XIV (ainsi en 1646, les Français prennent la ville alors détenue par les Espagnols; ceux-ci profitent de la période de la Fronde pour reprendre la ville aux Français en septembre 1651). Vauban construit d'épaisses fortifications autour de la ville dont on peut encore voir les traces aujourd'hui. Ces fortifications ont fait de Furnes une des places fortes de la Barrière.
En octobre 1684, permission de décorer ses armes d'une couronne en cinq fleurons d'or, accordée par lettre donnée à Fontainebleau, est donnée à Jean Baptiste Olivier de Lannoy, seigneur des Pretz, grand bailli des ville et châtellenie de Furnes, dont le père Jean Baptiste, seigneur des Pretz, mayeur (bourgmestre) de Lille avait obtenu des lettres de chevalerie héréditaire en 1671.
Le 11 juillet 1744, le prince de Clermont  (Louis de Bourbon-Condé) prend la ville pour le compte de la France. Un tableau et une médaille immortalisent l'évènement. Le 13 juillet, Louis XV effectue son entrée à Furnes mais en repart le jour même pour regagner Dunkerque.
Lors de ses réformes, Joseph II d'Autriche ferme de nombreuses institutions religieuses, mettant un terme à la procession des Pénitents. Léopold II d'Autriche la permet de nouveau en 1790. Les quelques cloîtres qui étaient encore ouverts sont fermés lors de l'occupation française, à la suite de la prise de la ville le 31 mai 1793 par les troupes de l'Armée du Nord.

### XIXeetXXesiècles

#### Première Guerre mondiale
Poperinge et Furnes sont les seules villes belges à ne pas être occupées par les Allemands.
À partir du mois d'octobre 1914, le roi Albert Ier de Belgique, qui tient à rester sur le territoire national belge, installe son quartier général à Furnes.
Le 22 octobre 1919, la commune est décorée de la croix de guerre 1914-1918.

## Héraldique
|  | La ville possède des armoiries qui lui ont été octroyées le 10 décembre 1986. Furnes est devenue une ville à la fin du XIIe siècle et était le centre d'une grande région châtellerie de Courtrai (Kasselrij Kortrijk en néerlandais) en Flandre. En 1586, la ville et les Kasselrij ont été réunis sous un conseil. Au XIIIe siècle, les sceaux de Furne arboraient une plante ou une fleur et sur les contre-seings, un lion, probablement le lion de Flandre. Plus tard, des contre-seings ont également montré la plante. Le sceau de 1409 montrait à nouveau un lion. Après la fusion en 1586, un nouveau sceau fut utilisé montrant des armoiries avec sur la première moitié le lion de Furnes et sur la seconde un lion et un sautoir pour la châtellerie. Au milieu du XVIe siècle, deux versions des armoiries étaient connues; un lion noir, armé de rouge, sur de l'argent, ou, comme mentionné par Gaillard en 1538, un lion noir sur de l'or, avec un petit trèfle sur la poitrine. Depuis les armoiries ont montré un lion noir, avec ou sans trèfle. En 1818, la ville reçut le lion noir et le trèfle, mais maintenant avec une langue rouge. Ce qui a été confirmé après l'indépendance de la Belgique. En 1986, la langue rouge fut supprimée et la croix de guerre française avec palme, reçue par la ville en 1919, y fut ajoutée. Blasonnement : D'or à un lion contourné de sable chargé d'un trèfle de sinople sur sa poitrine. L'écu sommé d'une couronne de marquis et décoré de la croix de guerre françaises avec palme. Source du blasonnement : Heraldy of the World. |

## Géographie
La commune de Furnes comprend 11 sections : sa propre section qui est le plus gros centre urbain avec la population la plus importante, les autres sections étant des petits villages des polders : Avekapelle, Booitshoeke, Bulskamp, Les Moëres, Eggewaartskapelle, Houthem, Steenkerke, Vinkem, Wulveringem et Zoutenaaie.

Furnes, ses sections et les communes voisines.

En 1971, les communes d'Avekapelle, Booitshoeke, Bulskamp, Eggewaartskapelle, Steenkerke, et de Zoutenaaie fusionnent avec Furnes. La même année, la commune des Moëres est intégrée dans celle de Houtem et les villages jumeaux de Vinkem et de Wulveringem forment la commune de Beauvoorde. Ces quatre anciennes communes sont rattachées à Furnes en 1977.
| Adinkerque (La Panne) (a)                     | Coxyde (b) et Wulpen (Coxyde) (b)                           | Ramscapelle (Nieuport) (d) |
| Les Moëres (France) (l),Ghyvelde (France) (m) | Furnes                                                      | Pervyse (Dixmude) (e)      |
| Hondschoote (k)                               | Alveringem (g) avec : Oeren (h), Izenberge (i), Leisele (j) | Lampernisse (Dixmude) (f)  |

| #    | Nom               | Superficie km2 | Population (03/05/2007) |
| ---- | ----------------- | -------------- | ----------------------- |
| I    | Furnes            | 22,67          | 8 523                   |
| II   | Booitshoeke       | 3,35           | 96                      |
| III  | Avekapelle        | 4,58           | 377                     |
| IV   | Zoutenaaie        | 2,07           | 17                      |
| V    | Eggewaartskapelle | 4,90           | 181                     |
| VI   | Steenkerke        | 11,79          | 427                     |
| VII  | Bulskamp          | 8,03           | 677                     |
| VIII | Wulveringem       | 9,37           | 345                     |
| IX   | Vinkem            | 5,27           | 358                     |
| X    | Houthem           | 12,71          | 671                     |
| XI   | Les Moëres        | 11,58          | 129                     |

Source : site web officiel de la ville de Furnes.

## Démographie

### Évolution démographique pour la section de Furnes
- Source : Institut national de statistique

### Démographie: commune fusionnée
Le tableau suivant indique la population de toutes les anciennes communes formant des sections de l'actuelle commune de Furnes soit Furnes, Avekapelle, Booitshoeke, Bulskamp, Eggewaartskapelle, Houthem, Les Moëres, Steenkerke, Vinkem, Wulveringem et Zoutenaaie.
- Source : DGS, de 1831 à 1981 = recensements population ; à partir de 1990 = nombre d'habitants chaque 1er janvier[9].

## Politique
Depuis 2013, le bourgmestre de Furnes est Peter Roose membre du sp.a, élu sur la liste Veurne Plus. Le collège communal compte cinq échevins dont trois du CD&V et deux de Veurne Plus.

## Éducation
Enseignement secondaire :
- Koninklijk Atheneum
- Annuntiata-Instituut
- Bisschoppelijk College
- Vrij Technisch Instituut

## Culture et patrimoine

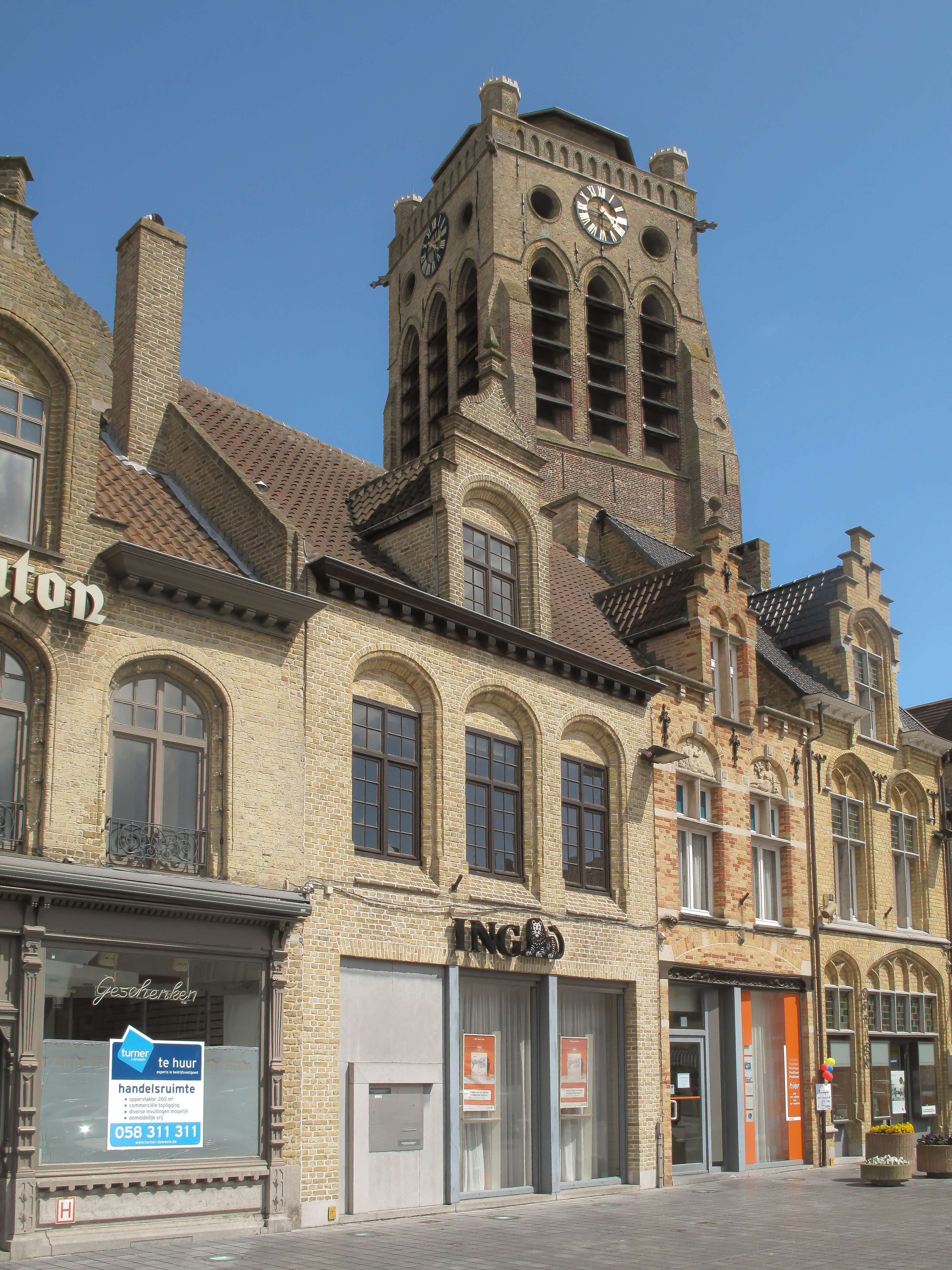
Furnes, église Saint-Nicolas.

### Patrimoine
C'est pendant le règne des archiducs Albert et Isabelle, période de prospérité, que furent construits la plupart des monuments.
Les principaux monuments de la ville sont :
- La Grand-Place
- L'église Sainte-Walburge et son parc
- L'église Saint-Nicolas
- L'ancienne Châtellenie
- Le Beffroi de Furnes
- La halle aux viandes (actuelle bibliothèque municipale)
- Le Pavillon des officiers espagnols
- L'hôtel de ville et le beffroi
- Le palais de justice.

La Grand-Place de Furnes comporte de nombreux bâtiments datant de la Renaissance dont la plupart sont caractérisés par l'utilisation de la brique lors de leur construction. Il existe cependant quelques contrastes entre les différents bâtiments tous vêtus de briques jaunes de la région. Certains édifices comme le Pavillon des officiers espagnols se caractérise particulièrement par sa tour de style gothique.

### Dialecte
Le furnois (veurns), un dialecte du flamand occidental, est parlé à Furnes.

### Littérature et cinéma
Georges Simenon a utilisé Furnes comme décor à l'un de ses romans, paru en 1939 : Le Bourgmestre de Furnes
En 1922, le film Les Opprimés d'Henry Roussell est tourné à Furnes.
En 2016, l'artiste Jean-Noel Vandaele a réalisé  à Furnes une performance « Walking Shakespeare in Veurne » (Grand-Place, Hôtel de ville, Beffroi,  Hôtel Noble Rose et Parc Delvaux ont servi de support au reportage). 

### Événements

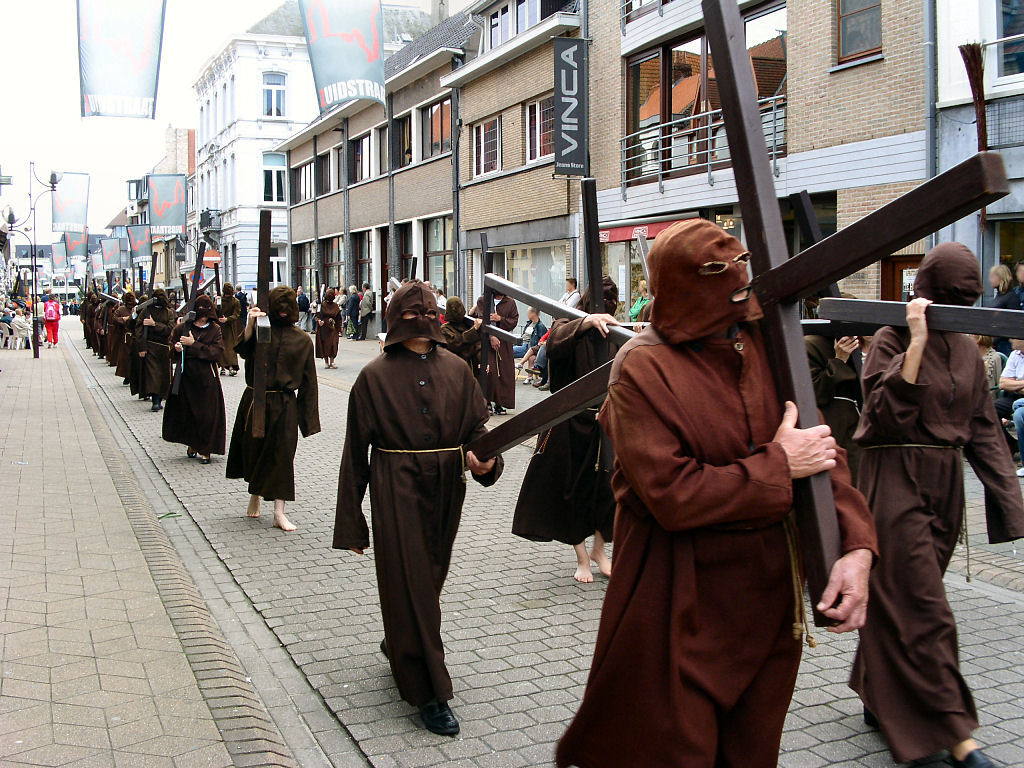
Le groupe des pénitents dans la procession annuelle du même nom.

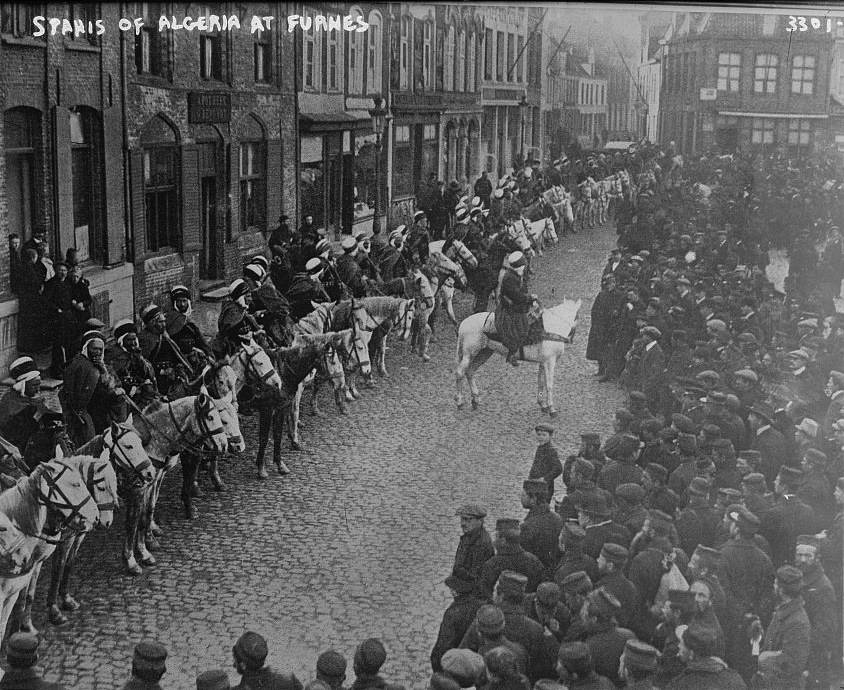
Spahis algériens de l'Armée française à Furnes, durant la Première Guerre mondiale.

- Chaque année le lundi de Pentecôte, Furnes organise un grand marché aux fleurs.
- Le dernier dimanche d'août a lieu un défilé international de musiques militaires.
- Le dernier dimanche de juillet, la confrérie de la Sodalité, fondée en 1637, organise dans la ville la procession des Pénitents, un défilé de chars où des groupes représentent la vie et la mort du Christ, suivi d'un cortège de pénitents, vêtus d'une sombre robe de bure, coiffés d'une cagoule, allant pieds nus et portant une lourde croix.
- La confrérie de la Sodalité participe également à un chemin de croix dans les rues tous les vendredis soir pendant le carême, tous les soirs pendant la Semaine sainte et le Jeudi saint à minuit.

### Personnalités
- Karel Cogge (1855 - 1922), né et mort à Furnes, est l'un des principaux auteurs de l'inondation de la plaine de l'Yser en octobre 1914.
- Thomas Chamon (1989-), coureur cycliste y est né.
- Paul Delvaux, artiste du mouvement surréaliste, y passa vingt années de sa vie et en devint citoyen d'honneur. Il est mort et enterré à Furnes.
- Léonius de Furnes ; né à Furnes ; abbé de l'abbaye Saint-Bertin ; (1138-1163) accompagna comme aumônier Thierry d'Alsace lors de ses croisades et ramena à Bruges la relique du Saint Sang[13],[14].
- Edmond Hanssens, né à Furnes en 1843, mort à Vivi (État indépendant du Congo) en 1884. Explorateur.
- Michel Host (1937-2021), écrivain français, prix Goncourt 1986.
- Thierry Rey (1959-), judoka français y est né.
- Will Tura, chanteur, est né à Furnes.
- Jean-Noel Vandaele (1952-) artiste peintre qui vit aux États-Unis. A résidé  à Furnes en 2005 et 2006 rue de la liberté. A participé de nombreuses fois à la vie culturelle de la ville (galerie Artypo, Furnart, Galerie De Loft...). Œuvres en collection publique de la ville de Furnes.
- Jean van den Berghe, bailli de la ville et châtellainie de Furnes, auteur du traité juridique Dat Kaetspel Ghemoralizeert (1431).
- Willem Vermandere, chanteur, auteur-compositeur-interprète et sculpteur flamand.

## Sources

### Lectures approfondies
- Camille Wybo. La Procession expiatoire de Furnes. Promenade dans Furnes. Un peu d'histoire religieuse, littéraire et dramatique. Le « mystère » à nos jours. Furnes, Desmyter, 1912, 117 p.
- Jean de Vincennes. Sous le ciel de Furnes, La procession des pénitents. Charleroi, 1956.